# Macrophysis
Macrophysis is een kevergeslacht uit de familie van de boktorren (Cerambycidae). De wetenschappelijke naam van het geslacht werd voor het eerst geldig gepubliceerd in 1981 door Quentin & Villiers.

## Soorten
Macrophysis is monotypisch en omvat slechts de volgende soort:
- Macrophysis luzona (Fabricius, 1775)